# Sofia Carson
Sofía Daccarett Char, známá jako Sofia Carson (* 10. dubna 1993, Fort Lauderdale, Florida, Spojené státy americké), je americká zpěvačka a herečka. Poprvé se objevila na televizních obrazovkách v seriálu stanice Disney Channel Austin & Ally. V roce 2015 získala roli Evie v původním filmu Disney Channel Následníci. V roce 2016 se objevila ve filmech Noční dobrodružství: Chůvy v akci a Popelka v teniskách. V roce 2020 si zahrála postavu April ve filmu Feel The Beat. Hrála také ve filmu Songbird.

## Životopis
Sofia se narodila v Ft. Lauderdale, Florida. Je dcerou Josého F. Daccaretta a Laury Char Carson, kteří se do Spojených států přestěhovali z Kolumbie.
Navštěvovala Školu Sv. Hugha a vystudovala Carrollton School of the Sacred Heart  v Miami. V poslední době navštěvovala UCLA , kde studuje obor komunikace a francouzštinu.

## Kariéra

### Herectví
Svoji hereckou kariéru zahájila v roce 2014, když byla obsazena jako hostující hvězda do role Chelsea v seriálu stanice Disney Channel Austin & Ally. O několik měsíců později byla obsazena do seriálu stanice MTV Předstírání. V roce 2014 byla obsazena do hlavní role Evie, dcery Zlé královny ze Sněhurky, ve filmu Následníci.
V lednu 2015 byla obsazena do filmu Noční dobrodružství: Chůvy v akci. Natáčení začalo na jaře roku 2015, na začátku roku 2016 měl film televizní premiéru. V březnu 2016 Hollywood Reporter oznámil, že Sofia získala hlavní roli v nejnovějším filmu ze série Moderní popelka; Popelka v teniskách.
V roce 2017 si zopakovala svou roli Evie ve filmu Následníci 2. V roce 2019 proběhla premiéra filmu Následníci 3.
V lednu 2018 bylo oznámeno, že si zahraje hlavní roli Avy ve spin-offu seriálu Prolhané krásky, nazvaném Prolhané krásky: Perfekcionistky.

### Hudba
V roce 2012 podepsala smlouvu s nahrávací společností BMI jako „zpěvačka-textařka“. V září 2015 podepsala smlouvu se společností Hollywood Records. V březnu 2016 Hollywood Records a Republic Records oficiálně oznámili, že podepsali společnou nahrávací smlouvu. Její první singl „Love Is The Name“ byl vydán 8. dubna. Druhý singl „I'm gonna Love Ya“ byl vydán 26. srpna 2016. Dalším singlem se stala píseň „Back to Beatiful“, která byla vydána 27. ledna 2017. Na písni se podílela s Alanem Walkerem. 25. srpna 2017 vydala singl „Ins and Outs“.

## Filmografie
| Rok  | Název                         | Role                       | Poznámky |
| ---- | ----------------------------- | -------------------------- | -------- |
| 2016 | Tini: Violettina proměna      | Melanie                    |          |
| 2016 | Popelka v teniskách           | Tessa Golding / Bella Snow |          |
| 2020 | Feel the Beat                 | April Dibrina              |          |
| 2020 | Songbird                      | Sara                       |          |
| 2021 | My Little Pony: Nová generace | Pipp Petals (hlas)         |          |
| 2022 | If You Have                   | sama sebe                  | dokument |
| 2022 | Zranitelná srdce              | Cassie Salazar             |          |
| 2024 | Příručák                      | Nora Parisi                |          |
| 2025 | Seznam tajných přání          | Alex Rose                  |          |

| Rok       | Název                             | Role                         | Poznámky                                                |
| --------- | --------------------------------- | ---------------------------- | ------------------------------------------------------- |
| 2014      | Austin & Ally                     | Chelsea                      | díl: Princesses & Prizes                                |
| 2014      | Předstíráni                       | Soleil                       | díly: We Shall Overcompensate a Faking Up Is Hard to Do |
| 2015      | Následníci                        | Evie                         | Televizní film                                          |
| 2015–2016 | Následníci: Kouzelný svět         | Evie (hlas)                  | Hlavní role, 20 dílů                                    |
| 2016      | Soy Luna                          | Sama sebe                    | 2 díly                                                  |
| 2016      | Walk the Prank                    | Sama sebe                    | díl: Noční dobrodružství: Chůvy v akci                  |
| 2016      | Noční dobrodružství: Chůvy v akci | Lola Perez                   | Televizní film                                          |
| 2017      | Následníci 2                      | Evie                         | Televizní film                                          |
| 2018      | Soy Luna                          | Sama sebe                    | 2 díly                                                  |
| 2018      | Spider-Man                        | Keemia Marko/Sandgirl (hlas) | díl: Sandman                                            |
| 2018      | Vzhůru ke hvězdám                 | Sloane                       | 4 díly                                                  |
| 2019      | Následníci 3                      | Evie                         | Televizní film                                          |
| 2019      | Prolhané krásky: Perfekcionistky  | Ava                          | hlavní role, 10 dílů                                    |
| 2020      | The Disney Family Singalong       | Sama sebe                    | TV speciál                                              |
| 2020      | Elena z Avaloru                   | Maliga (hlas)                | díl: The Birthday Cruise                                |
| 2020      | Group Chat                        | Sama sebe                    | díl: Confetti Clean Up                                  |
| 2021      | Následníci: Královská svatba      | Evie (hlas)                  | animovaný televizní speciál                             |